# Passion Despair
Passion Despair ist ein Dokumentarfilm von Steff Gruber, der zwischen 2005 und 2011 in der Republik Moldau und Transnistrien entstand.

## Inhalt
Der Film porträtiert den Schweizer Daniel, der in Moldau lebt und dort als Mädchenfotograf arbeitet. Mit den Fotos seiner Modelle im Alter zwischen 9 und 14, die er im Internet zum Kauf anbietet, löst er starke Kontroversen aus. Im Film gibt er über seine persönliche Situation ebenso Auskunft, wie über seine Arbeit. Passion Despair beschäftigt sich dabei auch mit Fragen nach der Wirkung und Instrumentalisierung von Bildern im Internet.
Darüber hinaus konzentriert sich der Film auf den tagtäglichen Überlebenskampf moldauischer Familien und das Leben im, offiziell gar nicht existierenden, Nachbarstaat Transnistrien, wo viele der Modelle leben.
In den ärmsten Ländern Europas muss es als großes Glück erscheinen, jemanden wie den Schweizer Daniel zu heiraten. Aus diesem Grund ist Sveta sehr glücklich als ihre Tochter und Daniel die Ehe schliessen. Ihr Leben war sehr hart. Ihr einziges Ziel heute: Ihrer Tochter Romina soll ein besseres Leben haben.

## Filmfestivals
- Dokumentarfilm Festival Danzig, 2011